# Sikorsky S-72
Il Sikorsky S-72 era un velivolo ibrido sperimentale sviluppato dall'azienda statunitense Sikorsky Aircraft Corporation negli anni settanta per testare la possibilità di combinare le caratteristiche di un elicottero con quelle di un velivolo ad ala fissa.

## Storia

### Sviluppo

#### Il programma RSRA
Il Rotor Systems Research Aircraft (RSRA, velivolo per la ricerca sui sistemi rotore) fu sviluppato da Sikorsky per la NASA e l'United States Army. Data la sua configurazione con un rotore, ali fisse e motori a reazione ausiliari, l'RSRA permetteva il collaudo di rotori di nuova concezione a velocità che raggiungevano i 300 nodi. Poteva volare sia come un aereo, utilizzando i motori a reazione e le ali, o come un elicottero, utilizzando il rotore.
L'RSRA fu un velivolo sperimentale unico, sviluppato per colmare il vuoto tra il progetto, i test in galleria del vento, e i risultati di voli con velivoli a rotore. Il progetto iniziò durante il dicembre del 1970, col primo volo che avvenne il 12 ottobre 1976. Il primo esemplare arrivò alla NASA da Sikorsky l'11 febbraio 1979.

#### Il programma X-Wing
L'X-wing fu sviluppato tra il 1983 e il 1988 dal costruttore di elicotteri Sikorsky finanziato dalla NASA e dalla Defense Advanced Research Projects Agency (DARPA)
L'intenzione era quella di creare un velivolo che poteva decollare verticalmente come un elicottero, il cui rotore poteva poi essere fermato una volta in volo ed essere utilizzato come un'ala a forma di X per creare portanza aggiuntiva durante il volo in avanti oltre a quella data dalle ali convenzionali.
Invece di inclinare il rotore per cambiare direzione e velocità come fanno gli elicotteri convenzionali, l'S-72 utilizzava aria compressa proveniente dai motori ed espulsa dalle pale dei rotori per creare una superficie alare virtuale, in modo simile ai flap "soffiati" su un aereo convenzionale. Delle valvole computerizzate assicuravano che l'aria compressa venisse dal bordo corretto della pala, dato che il bordo corretto cambiava durante la rotazione del rotore.